# Los cuentos de Hoffman (película)
Los cuentos de Hoffmann (cuyo título original en inglés es The Tales of Hoffmann) es una película inglesa de 1951, basada en la ópera homónima de Jacques Offenbach y Jules Barbier.

## Argumento
Hoffmann asiste a un ballet y se enamora de Stella, una de las bailarinas. En el entreacto se dirige a una taberna para una cita secreta con ella. En la misma le contará a tres estudiantes tres historias de sus amores pasados.
- Datos: Q2249349